# Saint-Ouen-de-la-Cour
Saint-Ouen-de-la-Cour és un municipi francès situat al departament de l'Orne i a la regió de Normandia. L'any 2007 tenia 64 habitants.

## Demografia

### Població
El 2007 la població de fet de Saint-Ouen-de-la-Cour era de 64 persones. Hi havia 24 famílies de les quals 4 eren unipersonals (4 homes vivint sols), 4 parelles sense fills, 12 parelles amb fills i 4 famílies monoparentals amb fills.
La població ha evolucionat segons el següent gràfic:
Habitants censats

### Habitatges
El 2007 hi havia 35 habitatges, 26 eren l'habitatge principal de la família, 8 eren segones residències i 1 estava desocupat. Tots els 35 habitatges eren cases. Dels 26 habitatges principals, 21 estaven ocupats pels seus propietaris i 5 estaven llogats i ocupats pels llogaters; 5 tenien tres cambres, 8 en tenien quatre i 13 en tenien cinc o més. 17 habitatges disposaven pel capbaix d'una plaça de pàrquing. A 11 habitatges hi havia un automòbil i a 15 n'hi havia dos o més.

## Economia
El 2007 la població en edat de treballar era de 45 persones, 34 eren actives i 11 eren inactives. De les 34 persones actives 30 estaven ocupades (18 homes i 12 dones) i 4 estaven aturades (4 dones i 4 dones). De les 11 persones inactives 3 estaven jubilades, 3 estaven estudiant i 5 estaven classificades com a «altres inactius».
Activitats econòmiques
L'únic establiment que hi havia el 2007 era d'una entitat de l'administració pública.
L'any 2000 a Saint-Ouen-de-la-Cour hi havia 6 explotacions agrícoles.

## Poblacions més properes
El següent diagrama mostra les poblacions més properes.